# Горенка (Україна)
Го́ренка — село в Україні, у Гостомельській селищній громаді Бучанського району Київської області. Населення — 5358 осіб.

## Географія
На півдні село межує з Києвом (селищем Пуща-Водиця), на півночі — з селищем Гостомель.

## Клімат
| Клімат Горенки            | Клімат Горенки | Клімат Горенки | Клімат Горенки | Клімат Горенки | Клімат Горенки | Клімат Горенки | Клімат Горенки | Клімат Горенки | Клімат Горенки | Клімат Горенки | Клімат Горенки | Клімат Горенки | Клімат Горенки |
| Показник                  | Січ.           | Лют.           | Бер.           | Квіт.          | Трав.          | Черв.          | Лип.           | Серп.          | Вер.           | Жовт.          | Лист.          | Груд.          | Рік            |
| Середній максимум, °C     | −2,7           | −1,2           | 4,0            | 13,5           | 20,6           | 23,6           | 24,6           | 24,0           | 19,1           | 12,2           | 4,7            | 0,1            | 11             |
| Середня температура, °C   | −5,5           | −4,3           | 0,5            | 8,7            | 15,3           | 18,4           | 19,5           | 18,7           | 14,1           | 8,2            | 2,1            | −2,3           | 7              |
| Середній мінімум, °C      | −8,3           | −7,4           | −3             | 4,0            | 10,0           | 13,2           | 14,4           | 13,5           | 9,2            | 4,2            | −0,4           | −4,6           | 3              |
| Норма опадів, мм          | 44             | 39             | 35             | 48             | 53             | 76             | 86             | 66             | 51             | 37             | 48             | 48             | 631            |
| ------------------------- | -------------- | -------------- | -------------- | -------------- | -------------- | -------------- | -------------- | -------------- | -------------- | -------------- | -------------- | -------------- | -------------- |
| Джерело: climate-data.org |                |                |                |                |                |                |                |                |                |                |                |                |                |

## Історія
Село починалося з декількох хат в долині однойменної річки. За твердженням історика Л. Похилевича поселення з часів Київської Русі мало назву Предка. Потім назва була змінена на Папірня від сільської паперової фабрики, що належала Братському монастирюю. Донедавна село називали Горянка від пагорбів, з яких двома рукавами брала початок річка Котурка. Після вилучення земель із власності монастиря імператриця Катерина подарувала Папірню князю Кочубею, а він у 1800 році продав Київському Війту Михайлу Григоренку, а його нащадки продали землі купцю Петру Астахову, який побудував великий цегельний завод для постачання цегли на забудову Києва[джерело?].
У 2008 році в селі відбулася зйомки  відомого телесеріалу в країнах СНД «Свати»[джерело?].
19 липня 2020 року, в результаті адміністративно-територіальної реформи та ліквідації Києво-Святошинського району, село увійшло до складу новоутвореного Бучанського району.
Російське вторгнення в Україну (з 2022)
Населений пункт був під обстрілами з першого дня повномасштабного  російського вторгнення в Україну, внаслідок чого окупанти завдали значних руйнувань селу. Мешканці Горенки, які не встигли виїхати у безпечніші місця, ховалися від обстрілів у підвалах. Населення виживало без електрики, газу та централізованого водопостачання.
Евакуацію з села організовували місцеві волонтери. Вісьмома машинами за день вивозили до 50 осіб. Вдалося врятувати від 600 до 1 000 осіб. Точна кількість невідома, оскільки ніякої реєстрації не було.
Станом на 27 березня 2022 року у Горенці, внаслідок атак рашистів, 123 будинки згоріли дотла. Повністю знищена інфраструктура населеного пункту. Внаслідок обстрілів рашистських військ у Горенці гинуло цивільне населення. Точна кількість загиблих не встановлена. 
Місцеві волонтери організували доставку медикаментів, продуктів, палива та засобів гігієни.
Декомунізація топонімів
Відповідно до закону України «Про засудження комуністичного та націонал-соціалістичного (нацистського) тоталітарних режимів в Україні та заборону пропаганди їхньої символіки» № 317-УIII, який був ухвалений Верховною Радою України 9 квітня 2015 року, зміні назв підлягали топоніми (географічні назви та назви вулиць і підприємств населених пунктів України), що мають комуністичне походження. Рішенням 6-ї сесії 7-го скликання Горенської сільської ради від 3 березня 2015 року перейменовано вулиці Леніна, Кірова та Радгоспна відповідно на Івана Франка, Миру та Приозерну.

## Пам'ятки
- ДОТ № 481 (добре збережений)
- ДОТ № 483 (добре збережений)
- ДОТ № 484 (напівзруйнований)
- ДОТ № 485 (знищений у 2018 році)
- ДОТ № 502 (добре збережений)
- ДОТ № 503 (добре збережений)
- ДОТ № 504 (пошкождений)
- ДОТ № 505 (напівзруйнований)[6].

## Видатні особи
- Вишневська Надія Олександрівна — лауреат Шевченківської премії.
- Гурневич Микола Васильович — тренер з легкої атлетики, заслужений працівник фізичної культури і спорту України.
- Кузнець Михайло Мефодійович — доктор медичних наук, професор, завідувач кафедрою шкірних та венеричних хвороб Башкирського медичного інституту, завідувач кафедрою шкірних та венеричних хвороб Київського медичного інституту.
- Кузнець Яків Мефодійович — державний і громадський діяч радянської України, Заслужений меліоратор Української РСР, активний учасник партизанського руху в Україні під час радянсько-німецької війни. Член ЦК КПУ.
- Охендовський Михайло Володимирович — Голова Центральної виборчої комісії України (2013—2018).
- Сігал Євген Якович — депутат ВРУ 3, 5, 6 і 7 скликань, член колишньої Партії регіонів.
- Симоненко Петро Миколайович — лідер КПУ. Живе в селі Горенка.
- Харчишин Валерій Володимирович — український рок-музикант, лідер рок-гурту «Друга Ріка».
- Шевченко Олександра Федорівна — Герой Соціалістичної Праці, депутат Верховної Ради УРСР 6-9-го скликання.
- Яценко Тамара Олександрівна — відома українська актриса театру та кіно. Народна артистка України.

## Галерея

Краєвиди Горенки
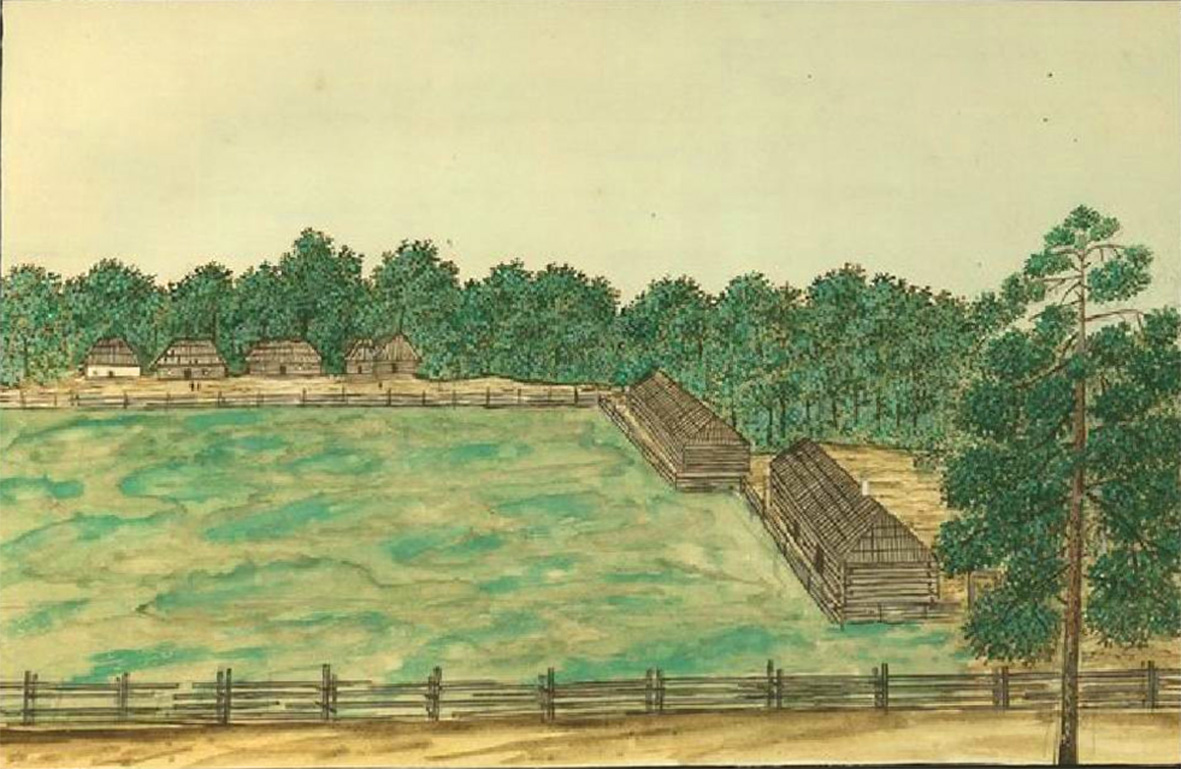
Де ля Фліз. Горенка (1854)
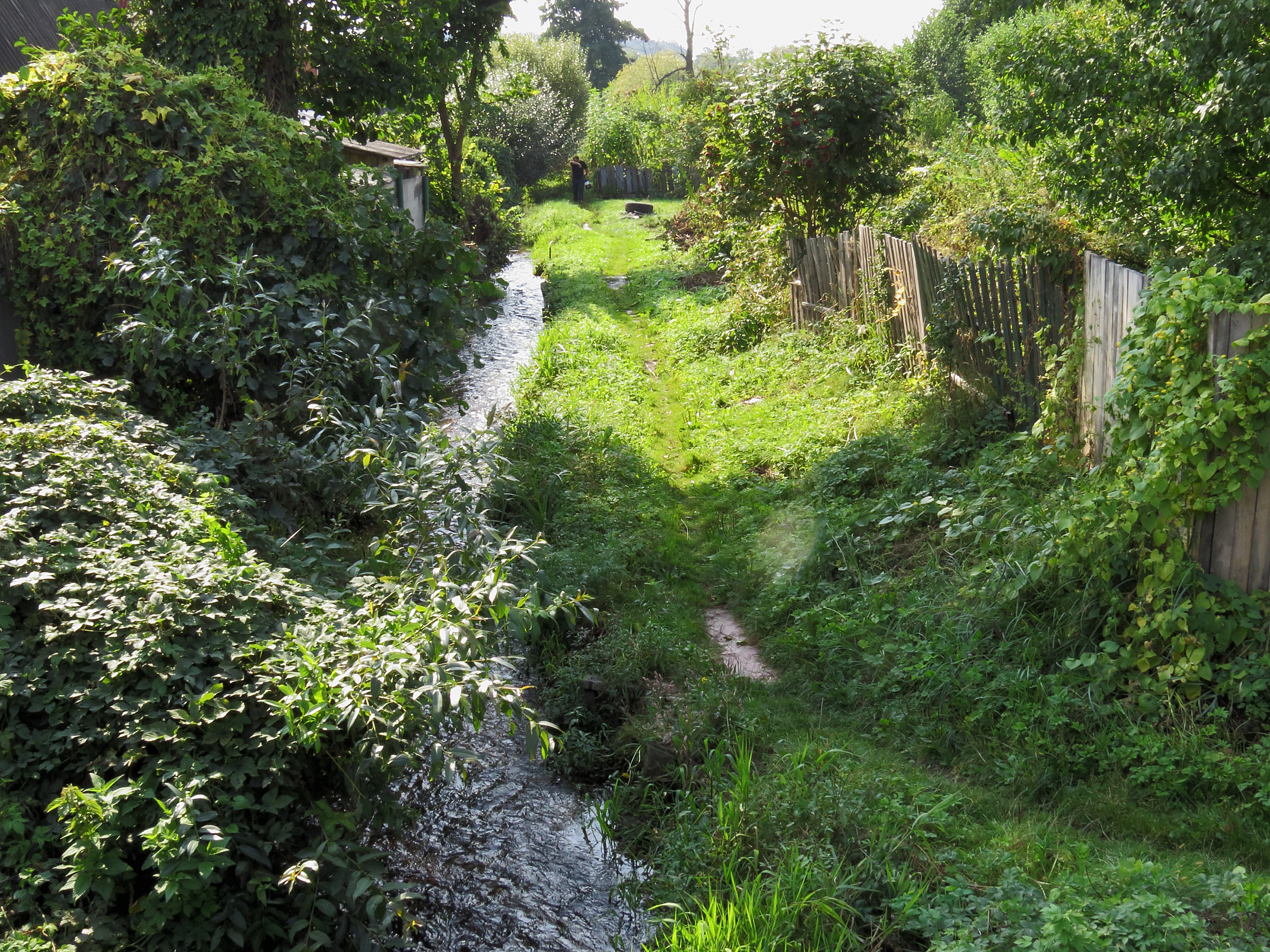
Горенка
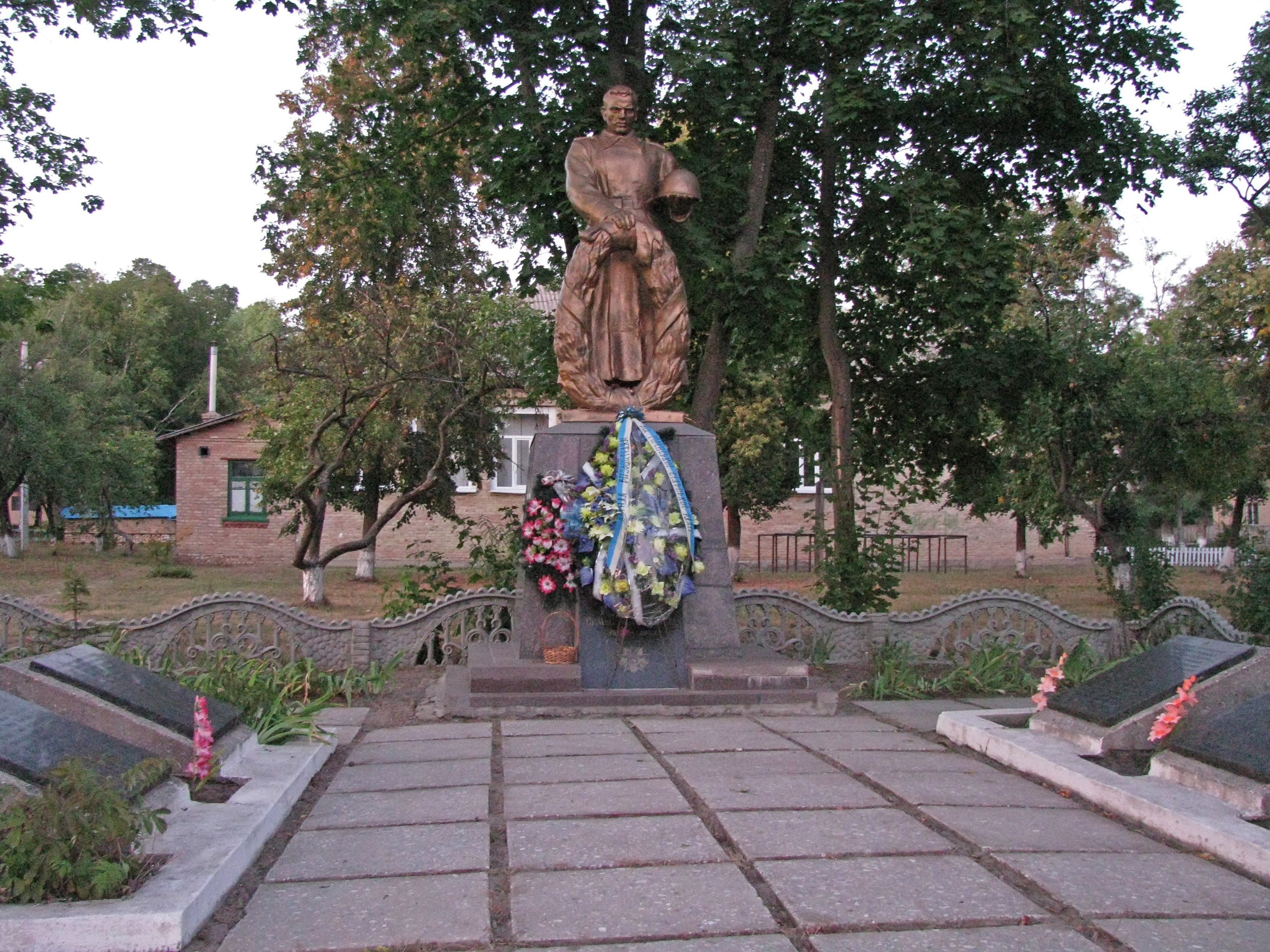
Братська могила воїнів німецько-радянської війни на вул. Київській
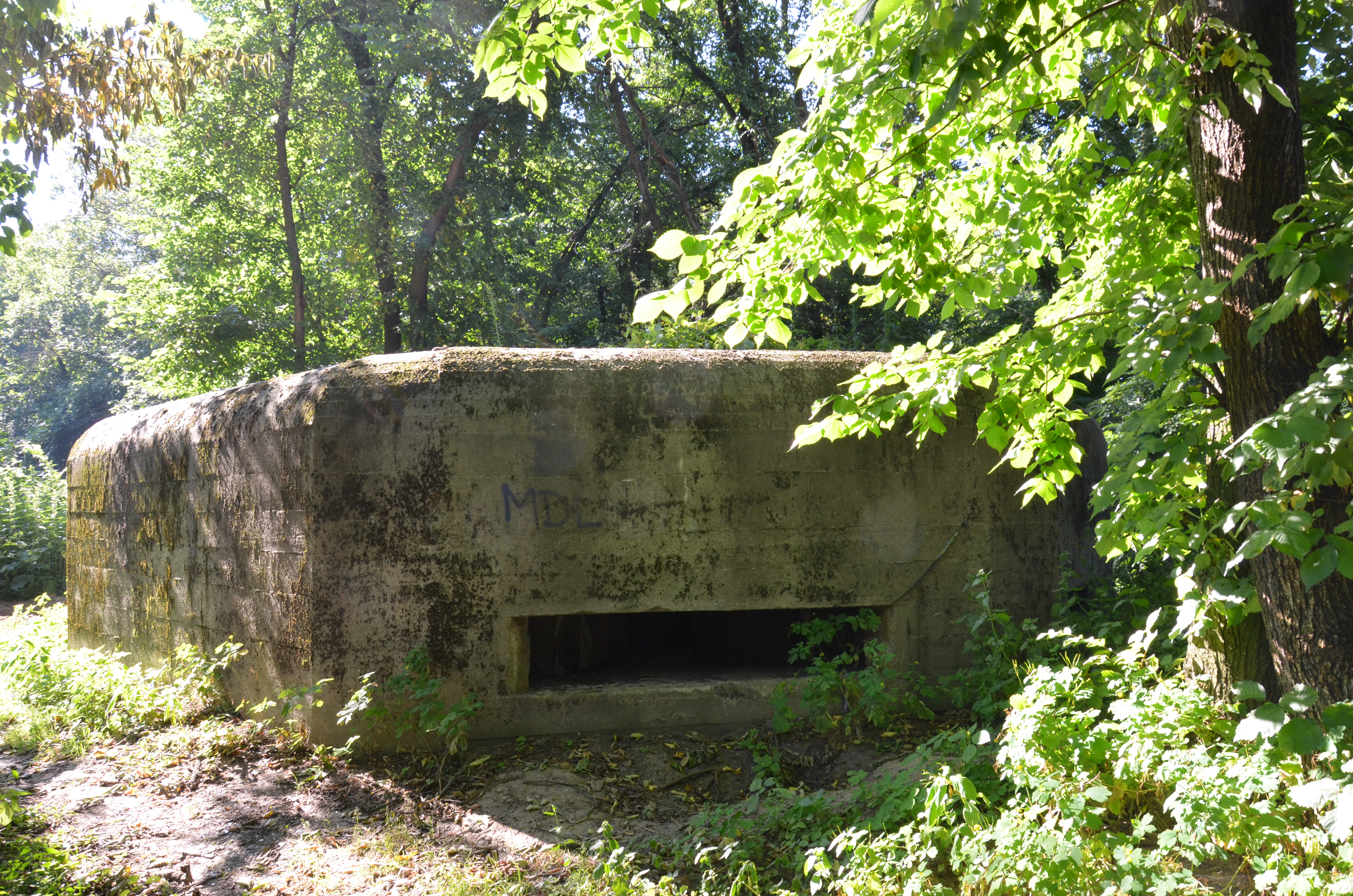
ДОТ № 481
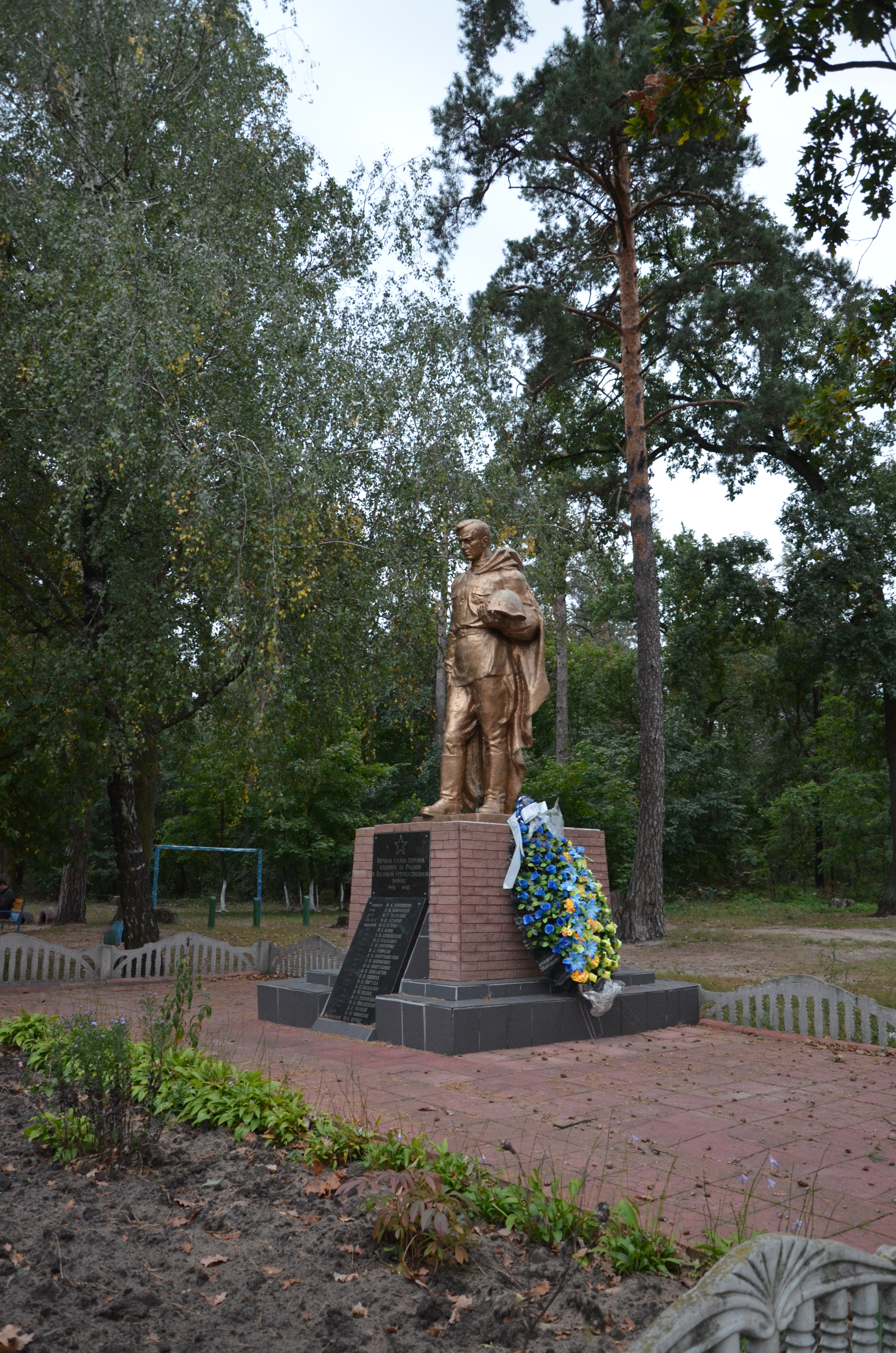
Братська могила воїнів німецько-радянської війни на околиці села біля лісу
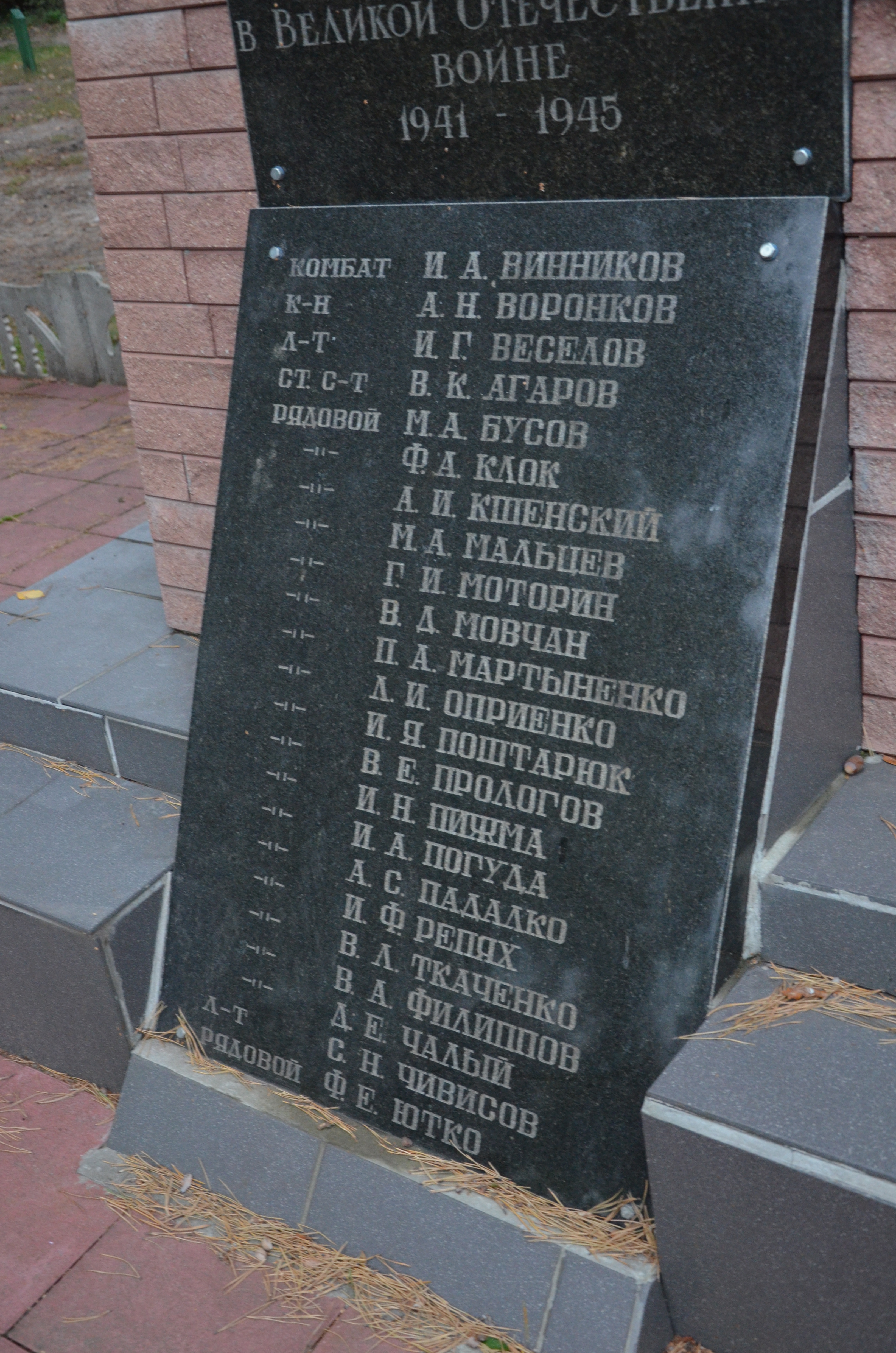
Напис на пам'ятнику
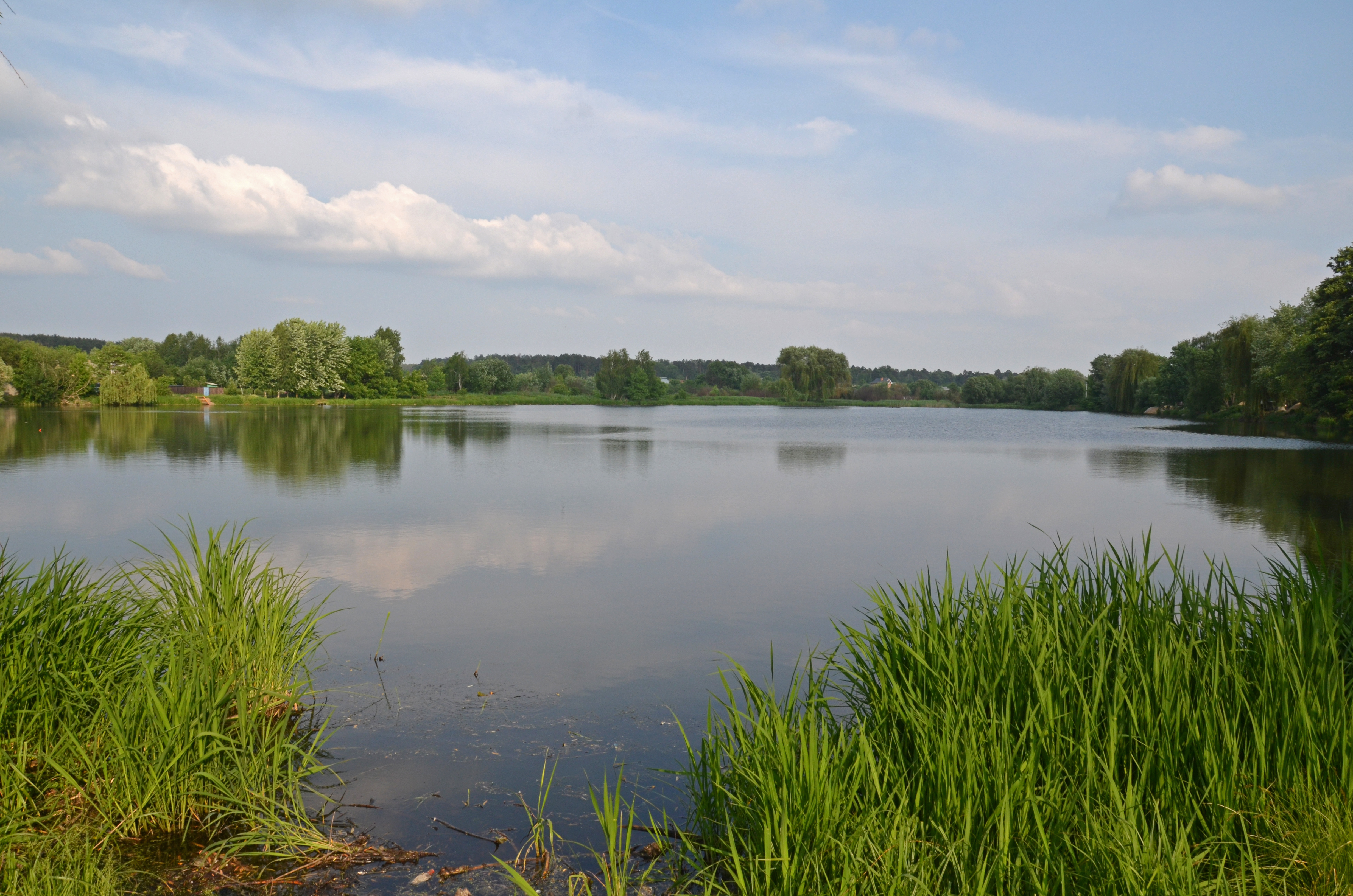
Найнижчий за течією став на річці Горенка (риболовля платна)
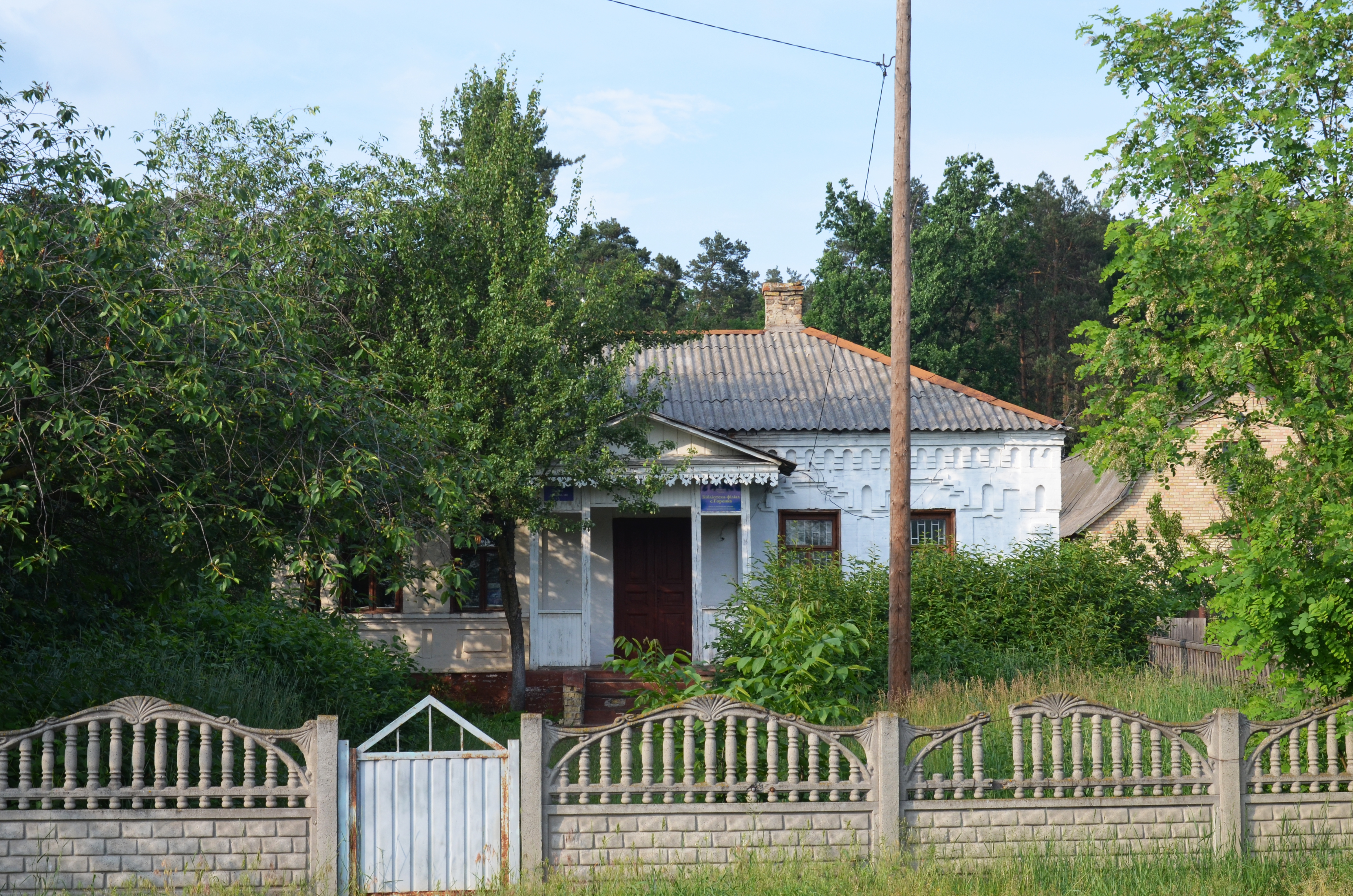
Філія сільської бібліотеки